# As Idades de Lulu
As Idades de Lulu' (em castelhano:  Las edades de Lulú) é um filme de drama produzido na Espanha, dirigido por Bigas Luna, protagonizado pela atriz italiana Francesca Neri e lançado em 1990. O filme é baseado na novela homónima de Almudena Grandes.